# Chuck Darling
Charles Frick „Chuck“ Darling (* 20. März 1930 in Denison, Iowa; † 6. April 2021 in Littleton, Colorado) war ein US-amerikanischer Basketballspieler.

## Biografie
Chuck Darling spielte während seiner High-School-Zeit in Helena und in Denver an der South High School. Von 1949 bis 1952 war er während seines Studiums an der University of Iowa für das Sportteam der Hochschule, die Iowa Hawkeyes, aktiv. 1952 wurde er von den Rochester Seagrams and Royals gedraftet, jedoch kam es zu keiner Verpflichtung. Darling wechselte zu den Phillips 66ers. Bei den Olympischen Sommerspielen 1956 in Melbourne gewann er mit der Nationalmannschaft der Vereinigten Staaten die Goldmedaille.